# الساحرات (فلم 1990)
الساحرات (بالإنجليزية: The Witches) هو فيلم فنتازيا تم إنتاجه في المملكة المتحدة والولايات المتحدة وصدر في سنة 1990. الفيلم من إخراج نيكولاس رويغ من بطولة أنجيليكا هيوستن وماي تسيترلينغ وروان أتكينسون.

## الميزانية والإيرادات
حقق إيرادات تقدر بـ 10360553 دولار.

## وصلات خارجية
- مقالات تستعمل روابط فنية بلا صلة مع ويكي بيانات